# Međunarodne dječje igre
Međunarodne dječje igre (eng.  International Children's Games, pokrata ICG) međunaordno su višešportsko natjecanje u kojem sudjeluju djeca od 12 do 15 godina. Međunarodni olimpijski odbor jedan je od suorganizatora Igara. Osnivač Igara je slovenski športski trener Metod Klemenc pod čijim je vodstvom održano prvo izdanje ljetnih Igara 1968. u Celju. igre se održavaju svake godine u nekom od svjetskih gradova koji njeguju dječji i osnovnoškolski šport.
Prvo zimsko izdanje Igara održano je 1994. u slovenskom mjestu Ravne na Koroškem, u kojem je bilo održano i ljetno izdanje 1978. godine.
Nakon dječjih igara, mladi športaši mogu se natjecati na srednjoškolskoj Gimnazijadi te poslije i na studentskoj Univerzijadi, kao i na Olimpijskim igrama mladih (14 - 18 godina).

## Vanjske poveznice
- Službene stranice Igara  Arhivirana inačica izvorne stranice od 7. rujna 2017. (Wayback Machine) (engl.)